# Governo Nano III
Il governo Nano III è stato il 57º governo dell'Albania, in carica dal 25 luglio 1997 al 2 ottobre 1998.

## Compagine di governo

### Appartenenza politica
L'appartenenza politica dei membri del Governo, al momento della formazione, era la seguente:
| Partito | Partito                                 | Primo ministro | Vice primo ministro | Ministri | Segretari di Stato | Totale |
| ------- | --------------------------------------- | -------------- | ------------------- | -------- | ------------------ | ------ |
|         | Partito Socialista d'Albania            | 1              | 2                   | 8        | 3                  | 14     |
|         | Partito Alleanza Democratica            | -              | -                   | 2        | 1                  | 3      |
|         | Partito Socialdemocratico d'Albania     | -              | -                   | 2        | -                  | 2      |
|         | Partito dell'Unione per i Diritti Umani | -              | -                   | 1        | -                  | 1      |
|         | Partito Agrario d'Albania               | -              | -                   | 1        | -                  | 1      |
|         | Indipendenti                            | -              | -                   | 1        | -                  | 1      |
| Totale  | Totale                                  | 1              | 2                   | 15       | 4                  | 22     |

## Composizione
Al momento dell'insediamento, il Governo era composto da 15 ministri (esclusi il Primo ministro e i Vice Primi ministri) e 4 segretari di Stato.
| Presidenza del Consiglio dei ministri                                              | Presidenza del Consiglio dei ministri | Presidenza del Consiglio dei ministri  | Presidenza del Consiglio dei ministri     |
| Carica                                                                             | Titolare                              | Titolare                               | Titolare                                  |
| ---------------------------------------------------------------------------------- | ------------------------------------- | -------------------------------------- | ----------------------------------------- |
| Primo ministro                                                                     |                                       |                                        | Fatos Nano (PSSH)                         |
| Vice primo ministro Affari locali                                                  |                                       |                                        | Bashkim Fino (PSSH)                       |
| Vice primo ministro Ministro coordinatore del Governo                              |                                       |                                        | Kastriot Islami (PSSH)                    |
| Ministri                                                                           |                                       |                                        |                                           |
| Ministero                                                                          | Titolare                              | Titolare                               | Titolare                                  |
| Interno                                                                            |                                       |                                        | Neritan Ceka (AD) Fino al 23/04/1998      |
| Interno                                                                            |                                       | Perikli Teta (AD) Dal 24/04/1998       |                                           |
| Difesa                                                                             |                                       |                                        | Sabit Brokaj (PSSH) Fino al 24/04/1998    |
| Difesa                                                                             |                                       | Luan Hajdaraga (PSSH) Dal 24/04/1998   |                                           |
| Affari esteri                                                                      |                                       |                                        | Paskal Milo (PSD)                         |
| Giustizia                                                                          |                                       |                                        | Thimio Kondi (Indipendente)               |
| Finanze                                                                            |                                       |                                        | Arben Malaj (PSSH)                        |
| Economia pubblica e privatizzazione                                                |                                       |                                        | Ylli Bufi (PSSH)                          |
| Lavoro e affari sociali                                                            |                                       |                                        | Elmaz Sherifi (PSSH) Fino al 24/04/1998   |
| Lavoro e affari sociali                                                            |                                       | Anastas Angjeli (PSSH) Dal 24/04/1998  |                                           |
| Agricoltura e alimentazione                                                        |                                       |                                        | Lufter Xhuveli (PASH)                     |
| Cooperazione economica e commercio                                                 |                                       |                                        | Shaqir Vukaj (PSSH) Fino al 20/04/1998    |
| Cooperazione economica e commercio                                                 |                                       | Ermelinda Meksi (PSSH) Dal 20/04/1998  |                                           |
| Lavori pubblici e trasporti                                                        |                                       |                                        | Gaqo Apostoli (PSD)                       |
| Istruzione e scienze                                                               |                                       |                                        | Et'hem Ruka (PSSH)                        |
| Cultura, gioventù e sport                                                          |                                       |                                        | Arta Dade (PSSH) Fino al 24/04/1998       |
| Cultura, gioventù e sport                                                          |                                       | Edi Rama (Indipendente) Dal 24/04/1998 |                                           |
| Salute                                                                             |                                       |                                        | Leonard Solis (PBDNJ)                     |
| Ministro di Stato per la riforma legislativa e i rapporti con l'Assemblea popolare |                                       |                                        | Arben Imami (AD)                          |
| Segretario di Stato per l'integrazione euroatlantica                               |                                       |                                        | Maqo Lakrori (PSSH) Fino al 21/04/1998    |
| Segretario di Stato per l'integrazione euroatlantica                               |                                       | Ilir Meta (PSSH) Dal 21/04/1998        |                                           |
| Segretario di Stato presso il Ministero dell'interno                               |                                       |                                        | Ndre Legisi (PSSH)                        |
| Segretario di Stato per gli affari locali                                          |                                       |                                        | Lush Përpali (PSSH) Fino al 20/04/1998    |
| Segretario di Stato per la politica di difesa                                      |                                       |                                        | Perikli Teta (AD) Fino al 24/04/1998      |
| Ministro di Stato per lo sviluppo e la cooperazione economica                      |                                       |                                        | Ermelinda Meksi (PSSH) Fino al 20/04/1998 |

### Esplicative
1. ↑  Ministero creato il 20 aprile 1998.
2. ↑  Dal 17 aprile 1998.
3. ↑  Ministro di Stato presso il Consiglio dei ministri fino al 17 aprile 1998.
4. ↑  Lavoro, affari sociali e donne fino al 24 aprile 1998.
5. ↑  Commercio e turismo fino al 20 aprile 1998.
6. ↑  Salute e ambiente fino al 21 aprile 1998.
7. ↑  Posizione abolita il 20 aprile 1998.
8. ↑  Posizione abolita il 24 febbraio 1998.
9. ↑  Ministero abolito il 20 aprile 1998.

### Bibliografiche
1. ↑   admin, Qeveria e Fatos Nanos (25 korrik 1997 – 23 prill 1998), su ShtetiWeb, 5 febbraio 2013. URL consultato il 6 marzo 2025.
2. ↑   admin, Programi i Qeverisë Fatos Nano 2 (25 korrik 1997 – 28 shtator 1998), su ShtetiWeb, 14 settembre 2015. URL consultato il 6 marzo 2025.